# Maurice Ordonneau
Maurice Ordonneau (Saintes, 18 giugno 1854 – Parigi, 14 novembre 1916) è stato un drammaturgo e compositore francese.
Si rese noto come critico teatrale del Matin. Compose circa 150 lavori teatrali, principalmente di genere comico e brillante, operette, libretti d'opera. 

## Biografia
Figlio di un commerciante di acquavite, nacque in Aquitania, a Saintes, il 18 giugno 1954. Fu un autore molto prolifico e, nella sua carriera, che durò fino alla prima guerra mondiale, scrisse numerosissimi lavori teatrali, spesso in collaborazione con altri autori, drammaturghi, compositori e musicisti dando vita a un gran numero di operette, opere buffe, commedie e vaudeville.
Tra i suoi lavori più famosi ricordiamo: Durand et Durand; Mademoiselle ma femme; La Dame du 23; La Poupée; Les Saltimbanques; Le Voyage de la mariée; M.Sherry.

## Opere
- Les Rosières de carton (commedia), con Henry Buguet (1874)
- La Bague de Turlurette (commedia), con Ernest Hamm (1876)
- Les Vacances de Toto (commedia-vaudeville, con Victor Bernard (1876)
- Zigzags dans Versailles (commedia), con Ernest Hamm (1877)
- Les Cris-Cris de Paris (commedia) 1877
- Minuit moins cinq ! (vaudeville), con Victor Bernard (1878)
- L'Assommoir pour rire (vaudeville) (1879)
- Théâtre de famille (operetta), con Gustave Nadaud e Eugène Verconsin (1880)
- Les Deux Chambres (operetta) (1880)
- Madame Grégoire (operetta), con Paul Burani (1881)
- L'Heure du berger (vaudeville) (1883)
- Le Réveil de Vénus (commedia) con Paul Burani e Henri Cermoise (1883)
- Les Parisiens en province (commedia) con Hippolyte Raymond (1883)
- L'Ablette (commedia) (1885)
- Les Petites Godin (commedia vaudeville) (1885)
- Mon oncle! (commedia buffa), con Paul Burani,  (1885)
- Cherchons papa (vaudeville), con Victor Bernard,  (1885)
- Serment d'amour opéra-comique con Edmond Audran (1886)
- La Princesse Colombine (opéra-comique), con Émile André (1887)
- La Fiancée des verts poteaux (opéra-comique) con Edmond Audran (1887)
- Durand & Durand (commedia vaudeville) (1887)
- Maître Corbeau (commedia) con Hippolyte Raymond (1887)
- La Poupée (opéra-comique da Ernst Theodor Amadeus Hoffmann), con Edmond Audran (1888)
- Monsieur Coq-Héron l'avoué (commedia), con Paul Siraudin, Alfred Delacour, Hippolyte Raymond e Lambert Thiboust (1888)
- L'oncle Célestin (operetta buffa) con Edmond Audran e Henri Kéroul (1891)
- La Petite Poucette (vaudeville operetta), con Maurice Hennequin e Raoul Pugno (1891)
- Les Boulinard (operetta)  (1891)
- La Femme du commissaire (commedia vaudeville)  (1892)
- La Plantation Thomassin (vaudeville)  (1892)
- Mademoiselle ma femme (opéra-comique), con Frédéric Toulmouche, libretto con Octave Pradels  (1893)
- Madame Suzette (operetta), con André Sylvane e Edmond Audran  (1893)
- Cousin-cousine (operetta), con Henri Kéroul, avec Gaston Serpette  (1893)
- La Vertu de Lolotte (commedia) (1894)
- L'Article 214 (commedia), con André Sylvane (1895)
- La Marraine de Charley (commedia buffa), versione francese di La zia di Carlo di Brandon Thomas (1895)
- Au coin du feu (operetta) (1895)
- La St-Valentin (opéra-comique)  (1895)
- La Perle du Cantal (operetta) (1895)
- Le Pèlerinage (commedia), con Maxime Boucheron (1895)
- La Falote (operetta), con Louis Varney et Armand Liorat (1896)
- Paris quand même ! ou Les Deux Bigorret (commedia buffa), con Ernest Grenet-Dancourt (1896)
- Niobé (operetta) con Harry Paulton (1897)
- L'Auberge du Tohu-Bohu (vaudeville-operetta) (1897)
- Les Sœurs Gaudichard (opéra comique) (1899)
- Les Saltimbanques (operetta), con Louis Ganne (1899)
- Les Sœurs Gaudichard (opéra-comique), con Edmond Audran (1899)
- Le Curé Vincent (operetta) (1901)
- Madame Sherry (operetta), con Hugo Félix (1902)
- Le Jockey malgré lui (opéra-bouffe), con Paul Gavault (1902)
- L'Étude Tocasson (vaudeville), con Albin Valabrègue (1902)
- Le Voyage des Berluron (vaudeville), con Ernest Grenet-Dancourt e Henri Kéroul (1903)
- Les Hirondelles (operetta), con Henri Hirchmann (1904)
- Les Filles Jackson et cie (operetta), con Justin Clérice (1905)
- Une affaire scandaleuse (vaudeville), con Paul Gavault (1905)
- La D'moiselle du Tabarin (operetta), con André Alexandre (1910)
- Helda (operetta), con Auguste M. Fechner, Tom de Godement e Michel Farlane (1911)
- La Marquise de Chicago (operetta) (1911)
- Trois amoureuses (operetta) (1912)
- La Petite Manon (opéra-comique), con André Heuzé e Henri Hirchmann (1913)
- Éva (commedia), con Alfred Maria Willner e Robert Bodanzky (1913)
- Le Roi des montagnes (opéra-comique)  (1913)
- La Cocarde de Mimi-Pinson (operetta), con Henri Goublier fils  (1915)
- La Demoiselle du printemps (operetta), con Henri Goublier fils, Francis Gally e Georges Léglise  (1916)